# آراز آذربایجان
روزنامه آراز آذربایجان نخستین روزنامه رسمی در استان آذربایجان غربی به مرکزیت ارومیه می‌باشد که دراسفند سال ۱۳۸۹هفته نامه آراز آذربایجان که از۱۶بهمن سال ۱۳۸۵ منتشرمی شد با وجود سابقه در ارومیه و آذربایجان غربی در عرصه روزنامه‌نگاری بعد ازانتشار۲۲۱شماره درقالب هفته نامه با موافقت هیئت نظارت بر مطبوعات کشور مبنی بر تغییر وضعیت به روزنامه با بهره‌مندی از تیمی از نویسندگان، خبرنگاران جوان و پیشکسوت استان؛ دوره انتشار پیش شماره‌های خود را از شهریورماه سال ۱۳۹۰ مصادف با روز بزرگداشت استاد شهریار و شعر و ادب فارسی به صورت رسمی آغاز کرده است. روزنامه آرازآذربایجان در ۸ صفحه زمینه‌های ورزشی، اقتصادی، اجتماعی، سیاسی، فرهنگ و هنر، شهرستان‌های آذربایجان غربی، دریاچه ارومیه، آنادیلیمز (به فارسی: زبان مادری) را پوشش می‌دهد. برخی از اعضای تحریریه روزنامه آراز آذربایجان را افرادی نظیر محمدرضا خادم شمس، رضا شمس، رحمان نریمانی، لعیا نورانی، قنبر حاجی وند و بهرام اسدی تشکیل می‌دهند، که برخی ازآنان از اعضای نشریه توقیف شده صدای ارومیه بودند.
بر اساس شورای سیاست گذاری؛ اعضای تحریریه و وظایف آنان بدین ترتیب می‌باشد:
- صاحب امتیازومدیرمسوول: ابراهیم آقازاده
- محمد صادق امجدی: دبیر سرویس اجتماعی
- قنبر حاجی‌وند و محسن نور محمدی: دبیران سرویس فرهنگی و سیاسی بعدها علی رزم آرای به مجموعه اضافه شد
- بهرام اسدی: دبیر سرویس زبان و ادبیات ترکی بعدها اکبر سعادت به مجموعه اضافه شد
- محمد رضا شمس: ویراستاربعدها فیروزه خاوه به مجموعه اضافه شد
- حیدر نویدی و رضا شمس: مسوولان سازمان آگهی‌های روزنامه بعدها مهدی رشیدی-رویا صدیقی-رقیه حسینیان به مجموعه اضافه شد
- لعیا نورانی: دبیر سرویس خبر بعدها مریم رسولی باجمعی ازخبرنگاران به مجموعه اضافه شد
- محمد آقایی‌پر: دبیر سرویس گزارش و مصاحبه روزنامه
- رحمان نریمانی: دبیر سرویس اقتصادی بعدها مهدی قلی پور به مجموعه اضافه شد